# Розов морски бибан
Sebastes fasciatus е вид лъчеперка от семейство Sebastidae. Видът е застрашен от изчезване.

## Разпространение
Разпространен е в Гренландия, Исландия, Канада (Квебек) и САЩ.